# Cesta I. triedy 63
Die Cesta I. triedy 63 (slowakisch für ‚Straße 1. Ordnung 63‘), kurz I/63, ist eine Straße 1. Ordnung in der Slowakei. Sie befindet sich im Südwesten des Landes und verbindet die slowakische Hauptstadt Bratislava mit den mehrheitlich ungarischsprachigen Städten Dunajská Streda, Komárno und Štúrovo. Sie verläuft quasi parallel zur südlich fließenden Donau. Zwischen Holice und Veľký Meder ist sie Teil der Europastraße 575.

## Verlauf
Die I/63 beginnt an einer Anschlussstelle im Bratislavaer Stadtteil Ružinov mit der Straße I/61 und erreicht nach wenigen Kilometern die Anschlussstelle mit der Autobahn D1, bevor sie die Hauptstadt im Stadtteil Podunajské Biskupice verlässt und fährt Richtung Südosten. Durch die ebene Landschaft der Großen Schüttinsel erreicht sie die Kleinstadt Šamorín, bevor sie Dunajská Streda südlich umgeht. Kurz vor Veľký Meder zweigt die E 575 nach Győr ab. Etwa ab Zlatná na Ostrove wendet die Straße nun Richtung Osten und kopiert die Donau. In Komárno gibt es sowohl Abzweige nach Ungarn (Komárom) als auch in Richtung Norden nach Nitra. Hier überquert die Straße den Fluss Waag kurz vor ihrer Mündung in die Donau. Auf der übrigen Trasse gibt es bis Štúrovo keine Städte, während die Landschaft mehr leicht hügelig wird. Die Straße endet an der Maria-Valeria-Brücke in Štúrovo, die in die ungarische Stadt Esztergom führt.

## Ausbau
Auf Grund chronischer Überlastung wurde ein etwa 4,5 km langes Teilstück an der Straße Ulica Svornosti im Bratislavaer Stadtteil Podunajské Biskupice bis zur Stadtgrenze kurz vor Rovinka in einer 3,8 Mio. Euro teuren Baumaßnahme im Spätsommer 2011 zum 2+1-System ausgebaut, wobei zwei Fahrspuren stadteinwärts fahren. Bis zum späteren Bau der Schnellstraße R7, die die I/63 bis Holice ersetzt hat, sollte diese Baumaßnahme zumindest teilweise die Verkehrssituation im Südosten Bratislavas und umliegenden Gemeinden verbessern.
Ansonsten ist die I/63 innerhalb Bratislavas sowie teilweise in Komárno zumindest vierspurig ausgebaut, mehrheitlich ohne Mittelstreifen.
Am 19. Juli 2020 wurde die I/63 von der Anschlussstelle Podunajské Biskupice an der Stadtgrenze Bratislavas bis zum Anschluss Holice vor Dunajská Streda als Hauptverkehrsader durch die Autobahn D4 beziehungsweise Schnellstraße R7 abgelöst. Der übrige Teil der Schnellstraße R7 im Stadtgebiet Bratislavas wurde am 2. Oktober 2021 dem Verkehr freigegeben.

## Galerie

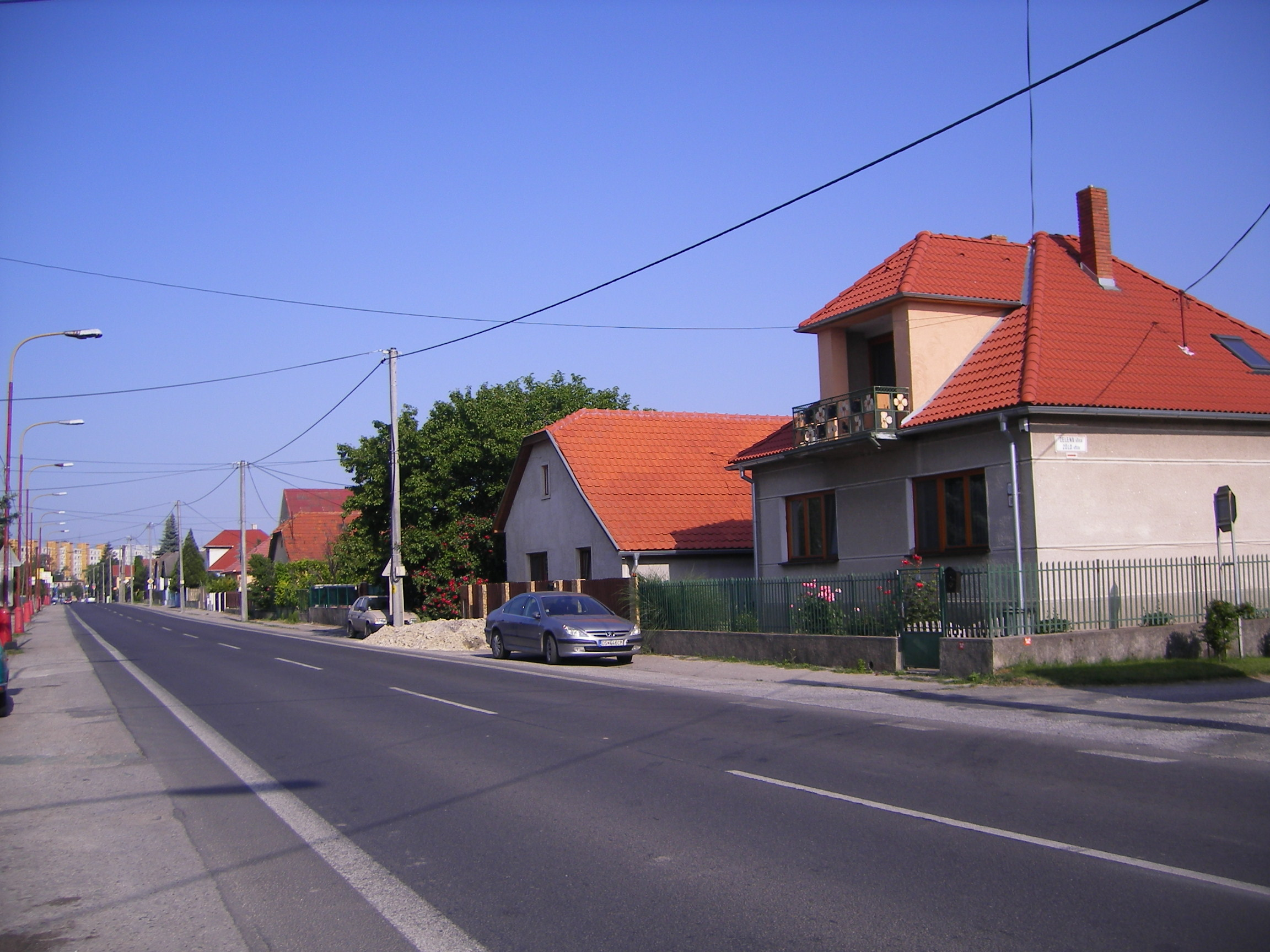
Veľký Meder
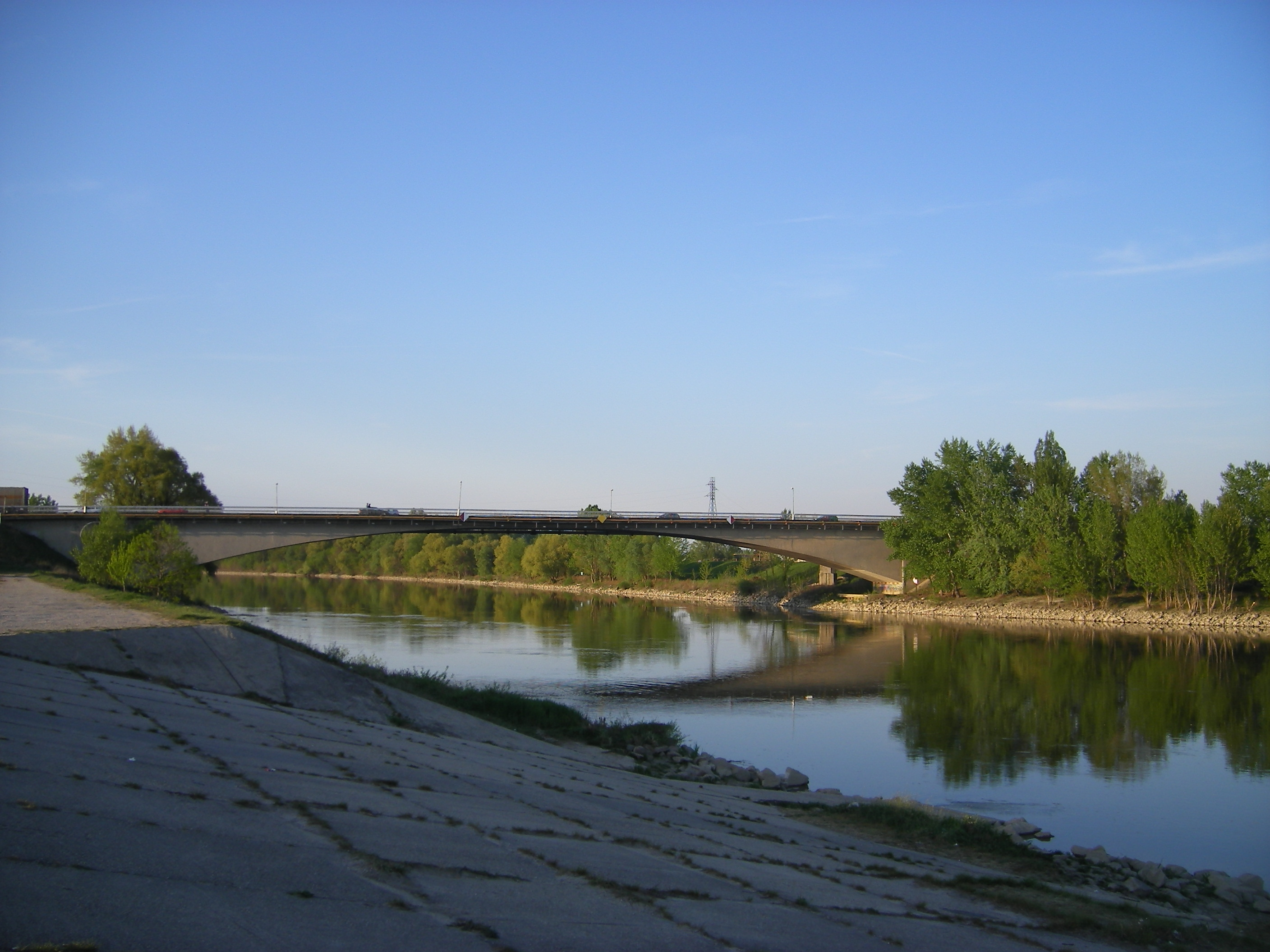
Brücke über die Waag
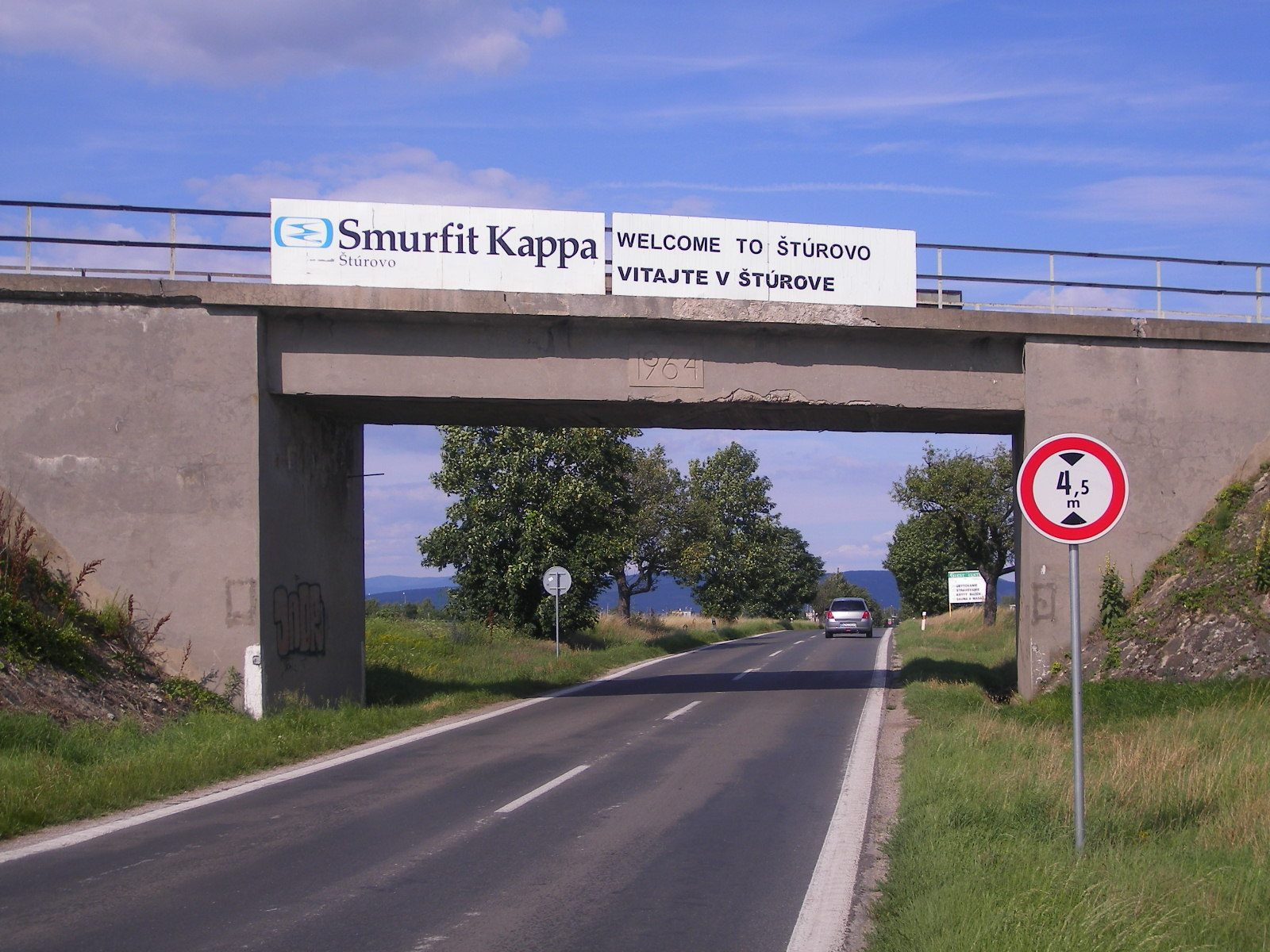
Obid, kurz vor Štúrovo
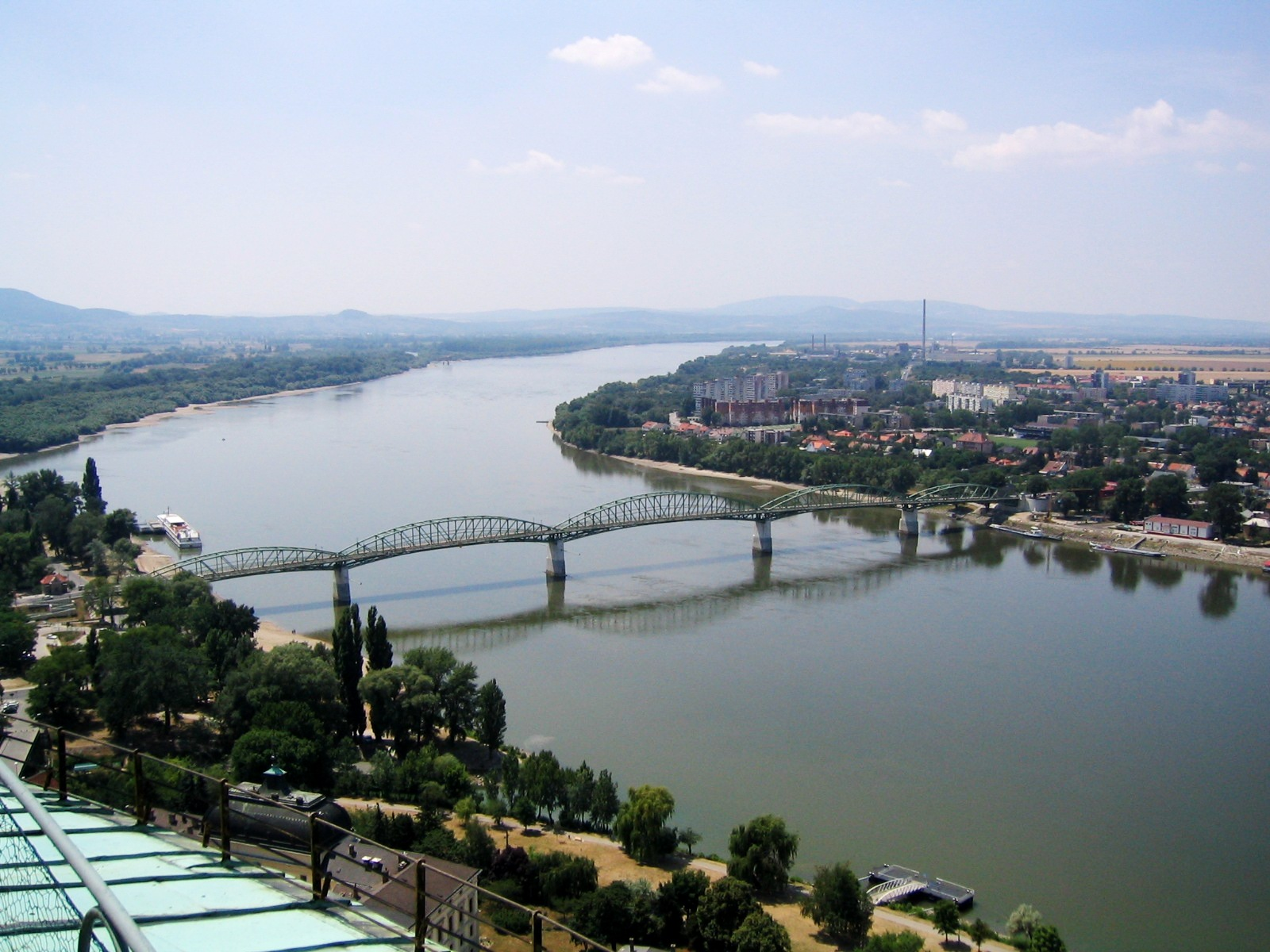
Maria-Valeria-Brücke